# Eisbühl

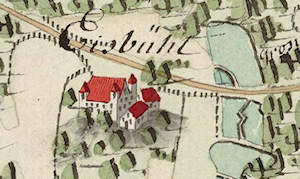
Das ehemalige Schloss Eisbühl

Eisbühl ist ein Gemeindeteil des Marktes Allersberg im Landkreis Roth (Mittelfranken, Bayern). Eisbühl liegt in der Gemarkung Altenfelden.

## Lage
Die Einöde mit wenigen Gebäuden und einer Kapelle liegt in einer Waldlichtung etwa zwei Kilometer östlich von Allersberg. Ein Anliegerweg führt zur Staatsstraße 2402 bei Seligenporten (1,2 km östlich).

## Geschichte
Eine Ansiedlung namens Eisbühl ist 1364 in einer Teilungsurkunde der Wolfsteiner belegt. Ein Nürnberger Bürger namens Julius Grätz (Gretz) besaß 1585 dort einen Herrschaftssitz als Lehensgut. 1783 wird das Eisbühler Schloss als baufällig bezeichnet. Heute ist vom Schloss nichts mehr zu sehen.
Gegen Ende des 18. Jahrhunderts bestand Eisbühl aus zwei Anwesen. Das Hochgericht übte das pfalz-neuburgische Landrichteramt Allersberg aus. Grundherr beider Anwesen war das Landgericht Allersberg. Im Rahmen des Gemeindeedikts (frühes 19. Jahrhundert) wurde Eisbühl dem Steuerdistrikt Allersberg und der Ruralgemeinde Eppersdorf zugewiesen, die nach 1820 in die Gemeinde Altenfelden eingegliedert wurde. Am 1. Juli 1971 erfolgte im Zuge der Gebietsreform in Bayern die Eingemeindung nach Allersberg.

### Baudenkmäler
- Hofkapelle[9]

### Einwohnerentwicklung
| Jahr      | 001818 | 001836 | 001861 | 001871 | 001885 | 001900 | 001925 | 001950 | 001961 | 001970 | 001987 |
| Einwohner | 16     | 12     | 16     | 10     | 10     | 9      | 9      | 14     | 14     | 7      | 3      |
| Häuser    | 2      | 1      |        |        | 1      | 1      | 2      | 2      | 2      |        | 2      |
| Quelle    | [ 11 ] | [ 12 ] | [ 13 ] | [ 14 ] | [ 15 ] | [ 16 ] | [ 17 ] | [ 18 ] | [ 19 ] | [ 20 ] | [ 1 ]  |

## Religion
Eisbühl ist römisch-katholisch geprägt und bis heute nach Mariä Himmelfahrt (Allersberg) gepfarrt. Die Einwohner evangelisch-lutherischer Konfession waren ursprünglich nach St. Georg (Pyrbaum) gepfarrt, seit den 1960er Jahren ist die Pfarrei Allersberg zuständig.